# Carlos Alvarado (futbolista)
Carlos Alvarado Villalobos (Santa Bárbara, Heredia, Costa Rica, 19 de diciembre de 1927-Alajuela, Costa Rica, 27 de julio de 2024) fue un futbolista costarricense que jugó como portero. El estadio Carlos Alvarado lleva su nombre. Apodado Aguilucho

## Trayectoria

### L. D. Alajuelense
Carlos debutó con la L. D. Alajuelense en 1944, manteniéndose hasta 1947.

### Club América de México
En 1947, Carlos fue fichado por el Club América de México, en el cual se mantuvo hasta 1948.

### L. D. Alajuelense
Después de su paso en el Club América, Carlos regresó a Costa Rica desde 1948-1950.

### América de Cali
En 1950, fue fichado por el América de Cali de Colombia, en el que se mantuvo durante tres meses.

### L. D. Alajuelense
Para 1950-1960, Carlos estuvo durante diez años con el equipo de la Liga Deportiva Alajuelense.

## Selección nacional
Disputó 25 partidos con la selección de Costa Rica, en el que obtuvo la medalla de plata en los Juegos Panamericanos 1951, y alzó los títulos de los Campeonato Centroamericano y del Caribe de Fútbol en las ediciones 1953, 1955 y 1960.

## Clubes
| Club              | País       | Año       |
| ----------------- | ---------- | --------- |
| L. D. Alajuelense | Costa Rica | 1944-1947 |
| Club América      | México     | 1947-1948 |
| L. D. Alajuelense | Costa Rica | 1948-1950 |
| América de Cali   | Colombia   | 1950      |
| L. D. Alajuelense | Costa Rica | 1950-1960 |

## Palmarés

### Títulos nacionales
| Título                         | Equipo            | País       | Año  |
| ------------------------------ | ----------------- | ---------- | ---- |
| Primera División de Costa Rica | L. D. Alajuelense | Costa Rica | 1945 |
| Primera División de Costa Rica | L. D. Alajuelense | Costa Rica | 1949 |
| Primera División de Costa Rica | L. D. Alajuelense | Costa Rica | 1950 |
| Primera División de Costa Rica | L. D. Alajuelense | Costa Rica | 1958 |
| Primera División de Costa Rica | L. D. Alajuelense | Costa Rica | 1959 |
| Primera División de Costa Rica | L. D. Alajuelense | Costa Rica | 1960 |

### Títulos internacionales
| Título                                            | Equipo                  | Sede       | Año  |
| ------------------------------------------------- | ----------------------- | ---------- | ---- |
| Campeonato Centroamericano y del Caribe de Fútbol | Selección de Costa Rica | Costa Rica | 1953 |
| Campeonato Centroamericano y del Caribe de Fútbol | Selección de Costa Rica | Honduras   | 1955 |
| Campeonato Centroamericano y del Caribe de Fútbol | Selección de Costa Rica | Cuba       | 1960 |